# アカイイト (漫画家)
アカイイトは、日本の漫画家。

## 来歴
2022年、前期第81回ちばてつや賞一般部門において、『きんぎょすくい』で佳作受賞。同年、同作を『コミックDAYS』（講談社）に公開。2023年7月30日より2024年1月21日まで、同サイトで『東京エンマ』を週刊連載。2024年10月より、同サイトで『怪獣デストラクション』を週刊連載。

## 作品の特徴
デビュー作となる『きんぎょすくい』では、男女の心理描写を比喩表現を巧みに使い表現した。部屋から出られない女性と水槽から出られない金魚。取り巻く人の波は彼女にとって水のように感じられる。そんな彼女に餌を与え、時に拘束する男性。また、「すくい」と「救い」が必ずしも同意義になるとは限らないことを、タイトルから示している。
初の連載作『東京エンマ』では、人間の悪と傲慢性をユーモアを交えながら描いた。ここでも、人間そのものを表現した。作品の特徴としては、派手さは無いが細かい描写力・人間の描き方に長けていることが挙げられる。

## 作品リスト
★は連載作品。
- きんぎょすくい（『コミックDAYS』2022年7月7日[2]） - 第81回ちばてつや賞一般部門佳作受賞作[1]。
- ★ 『東京エンマ』講談社〈モーニングKC〉全3巻（『コミックDAYS』[5]2023年7月30日[3] - 2024年1月21日[4]）
  1. 2023年12月13日発売[5][6]、ISBN 978-4-06-533776-9
  2. 2024年3月13日発売[7]、ISBN 978-4-06-534734-8
  3. 2024年5月8日発売[8]、ISBN 978-4-06-535391-2
- ★ 『怪獣デストラクション』講談社〈モーニングKC〉既刊4巻（『コミックDAYS』2024年10月7日 - 連載中）
  1. 2025年2月12日発売[9][10]、ISBN 978-4-06-538890-7
  2. 2025年4月9日発売[11]、ISBN 978-4-06-539007-8
  3. 2025年6月11日発売[12]、ISBN 978-4-06-539615-5
  4. 2025年8月12日発売[13]、ISBN 978-4-06-540233-7